# 아트 바젤

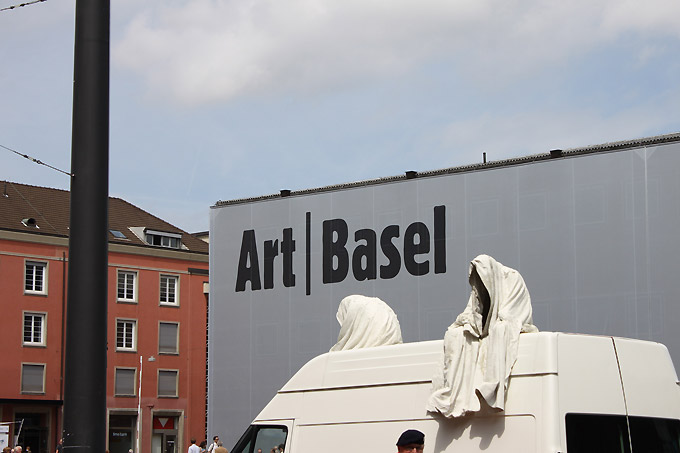

아트 바젤(Art Basel)은 해마다 개최되는 국제 아트페어로, 미술 작품을 판매하는 행사이다. 스위스 바젤과 미국 플로리다주 마이애미 비치 및 홍콩에서 열리며, 개최지의 기관들과 협업해 병행 프로그램을 개최하기도 한다.

## 역사
1970년 바젤의 갤러리스트 에른스트 바이엘러(Ernst Beyeler), 트루디 브루크너(Trudi Bruckner), 발츠 힐트(Balz Hilt)가 처음 조직했다. 개최 첫 해에는 10개국에서 온 90개 갤러리 및 30개 예술 출판사가 참가했으며, 1만 6천명 이상의 관객이 방문했다.
스위스의 다국적 투자 은행 UBS가 1994년 이래로 리드 파트너를 맡고 있다.
2002년부터 마이애미 비치에서, 2013년부터 홍콩에서도 행사를 개최하기 시작했다.